# Guido Reybrouck
Guido Reybrouck (* 25. Dezember 1941 in Brügge) ist ein ehemaliger belgischer Radrennfahrer.

## Sportliche Laufbahn
Guido Reybrouck war von 1964 bis 1973 Profi. Sein erster Profisieg gelang ihm 1964 bei der Meisterschaft von Zürich. Im selben Jahr siegte er beim Klassiker Paris–Tours, das er 1966 und 1968 zwei weitere Male gewann. 1965 wurde Reybrouck Erster bei Kuurne–Brüssel–Kuurne, im Jahr darauf belgischer Straßenmeister. 1969 belegte er den ersten Platz beim Amstel Gold Race. Zudem gelangen ihm zahlreiche Etappensiege bei bedeutenden Rundfahrten, darunter sechs Etappen der Tour de France, vier Etappen der Vuelta a España, drei Etappen des Giro d’Italia sowie zwei Etappen von Paris–Nizza.
1971 und 1972 holte er den Gesamtsieg in der Tour de la Nouvelle-France in Kanada. 1972 siegte er im Rennen Gran Premio Cemab. Insgesamt errang er 43 Siege bei Profi-Rennen, darüber hinaus weitere 30 bei anderen Rennen. 1970 wurde er Dritter bei Paris–Tours.
1968 und 1969 fuhr Reybrouck im Faema-Team gemeinsam mit Eddy Merckx, den er als „Edelhelfer“ unterstützte, so unter anderem bei Merckx’ Sieg der Tour de France 1969. Reybrouck berichtete, er habe Merckx bei den Etappenrennen unterstützt, wohingegen dieser ihm, den Sprinter, bei Klassikern und Etappensiegen geholfen habe. Sein belgischer Gegenspieler war hingegen häufig Rik Van Looy. 1969 siegte er im Rennen Barcelona–Andorra.
Nach dem Ende seiner aktiven Radsportkarriere eröffnete Guido Reybrouck eine Autowaschanlage in Knokke und wurde Sportlicher Leiter der Mannschaft „Ebo-Cinzia“. Gemeinsam mit seinem zwölf Jahre jüngeren Bruder Wilfried eröffnete er einen Fahrrad-Großhandel mit Namen „Fangio“ (dem Namen seines Sohnes) und finanzierte das gleichnamige Radsportteam Fangio, das von 1979 bis 1986 bestand.

## Diverses
Guido Reybrouck stammt aus einer Familie von Radrennfahrern: Er ist der Neffe von Gustave Danneels, der ebenfalls dreimal Paris-Tours gewann. Auch sein Bruder Wilfried war als Rennfahrer erfolgreich. Sein Sohn Fangio begründete gemeinsam mit Johan Museeuw die Firma „Museeuw Bikes“.
Seit 2006 wird in Damme das Rennen Guido Reybrouck Classic für Junioren ausgetragen. Die Austragung 2018 gewann das belgische Talent Remco Evenepoel, der im selben Jahr bei den Weltmeisterschaften zwei Junioren-Titel errang.

## Erfolge (Auswahl)
1964
- eine Etappe Tour du Loir-et-Cher
- Meisterschaft von Zürich
- Omloop van het Houtland
- Paris–Tours

1965
- Kuurne–Brüssel–Kuurne
- eine Etappe Belgien-Rundfahrt
- zwei Etappen Tour de France

1966
- Belgischer Meister – Straßenrennen
- eine Etappe Tour de France
- Paris–Tours

1967
- zwei Etappen Paris–Nizza
- eine Etappe Vuelta a España
- zwei Etappen Tour de France
- Elfstedenronde

1968
- eine Etappe Giro di Sardegna
- eine Etappe Katalonien-Rundfahrt
- zwei Etappen Setmana Catalana de Ciclisme
- drei Etappen Giro d’Italia
- Paris–Tours

1969
- Amstel Gold Race
- eine Etappe Tour de France

1970
- eine Etappe Giro di Sardegna
- eine Etappe Paris–Nizza
- drei Etappen und Punktewertung Vuelta a España

1971
- Gesamtsieg Tour de la Nouvelle-France
- eine Etappe Giro di Sardegna
- eine Etappe Tirreno–Adriatico
- eine Etappe Katalonien-Rundfahrt

1972
- Gesamtsieg Tour de la Nouvelle-France
- zwei Etappen Valencia-Rundfahrt

1973
- eine Etappe Tour de Picardie

## Grand-Tour-Platzierungen
| Grand Tour            | 1964 | 1965 | 1966 | 1967 | 1968 | 1969 | 1970 | 1971 | 1972 |
| --------------------- | ---- | ---- | ---- | ---- | ---- | ---- | ---- | ---- | ---- |
| Vuelta a EspañaVuelta | –    | –    | –    | DNF  | –    | –    | 49   | –    | –    |
| Giro d’ItaliaGiro     | 88   | –    | –    | –    | 52   | DNF  | DNF  | –    | –    |
| Tour de FranceTour    | –    | 54   | 53   | 42   | –    | 77   | –    | DNF  | DNF  |